# Засновничий міф
Засновничий міф (англ. founding myth) — в історіографії легендарна розповідь про заснування держави, міста, нації, династії тощо. Один із різновидів міфів про походження. Лежить в основі державних, династичних, національних міфологій. Персонажі засновничих міфів сприймаються як перші національні герої.[джерело?]

## Приклади

### Європа
- Ромул і Рем — легендарні брати, засновники Рима.
- Еней — легендарний троянський вождь, засновник Римської держави.
- Кий — легендарний засновник міста Києва.
- Луз — легендарний родоначальник португальців і Португалії.
- Палемон — легендарний римський князь, родоначальник литовців, засновник першої Литовської держави.
- Роман і Влахата — легендарні брати-римляни, родоначальники румунів.
- Чех, Лех і Рус — три брати, родоначальники чехів, поляків і русинів, засновники їхніх держав.
- Клятва на Рютлі — легенда про заснування Швейцарської конфедерації представниками трьох кантонів.

### Азія
- Ашіна — родоначальник тюркських народів.
- Дзімму — засновник Японської держави і династії імператорів.
- Тангун — родоночальник корейців, засновник Кореї.
- Жовтий імператор — родоначальник китайців.